# Karl Konan
Karl Olivier Konan (* 3. Juni 1995 in Cocody, Elfenbeinküste) ist ein ivorisch-französischer Handballspieler. 

## Karriere

### Verein
Karl Konan lernte das Handballspielen bei Entente Sportive de Bingerville in der Elfenbeinküste. Im Jahr 2014 wurde er auf einem vom ehemaligen ivorisch-französischen Nationaltorhüter Daouda Karaboué organisierten Sichtungsturnier in Abidjan entdeckt und vom französischen Erstligisten Pays d’Aix UC verpflichtet. Ein Jahr darauf unterschrieb der 1,97 m große linke Rückraumspieler seinen ersten Profivertrag bei „PAUC“. Konan, der defensiv vor allem im Innenblock eingesetzt wird, wurde in den Spielzeiten 2018/19, 2020/21 und 2021/22 zum besten Defensivspieler der Starligue gewählt. Mit „PAUC“ konnte er sich in der Tabelle stets verbessern und in der Saison 2021/22 den dritten Platz erreichen. In der Coupe de France und der Coupe de la Ligue scheiterte man spätestens im Viertelfinale. International nahm er ab 2018 immer am EHF-Pokal bzw. dem Nachfolgewettbewerb EHF European League teil. Ab dem Sommer 2022 stand Konan beim französischen Rekordmeister Montpellier Handball unter Vertrag. Mit Montpellier gewann er 2025 die Coupe de France. Im Sommer 2025 wechselte er zum Ligakonkurrenten Paris Saint-Germain.

### Nationalmannschaft
In der französischen A-Nationalmannschaft debütierte Konan beim 46:30 gegen Griechenland am 2. Mai 2021 in Créteil. Mit Frankreich nahm er an der Europameisterschaft 2022 teil und belegte den vierten Rang. Bei der Europameisterschaft 2024 gewann er mit Frankreich die Goldmedaille, dabei kam der Defensivspezialist in allen neun Spielen zum Einsatz und warf ein Tor. Bei der Weltmeisterschaft 2025, bei der Frankreich Bronze gewann, wurde er in allen neun Partien eingesetzt und warf ein Tor.
Insgesamt bestritt er 53 Länderspiele, in denen er acht Tore erzielte.